# Рецессивный признак
Рецессивный признак — признак, не проявляющийся у гетерозиготных особей вследствие подавления проявления рецессивного аллеля.
Рецессивные признаки — признаки, проявление которых у гибридов первого поколения подавлено при условии скрещивания двух чистых линий, одна из которых гомозиготна по доминантному аллелю, а другая — по рецессивному. В этом случае (при моногибридном скрещивании) в соответствии с законом расщепления во втором поколении рецессивный признак вновь проявляется примерно у 25 % гибридов.
Говорят также о рецессивном проявлении признака (например, если признаком считать цвет горошин, то рецессивное проявление данного признака у гороха посевного — зелёный цвет, а доминантное — жёлтый).
Часто рецессивные признаки кодируются аллелями, функция которых нарушена в результате мутаций. Так, недавно была выяснена природа рецессивности одного из признаков, исследованных Менделем — зелёной окраски семян гороха (этот признак рецессивен по отношению к желтой окраске семян). Зелёный цвет семян у гороха определяется мутацией в гене sgr («stay green», «оставаться зеленым»). Этот ген кодирует белок senescence-inducible chloroplast stay-green protein (SGR), обеспечивающий разрушения хлорофилла в хлоропластах семенной кожуры в ходе созревания семян. При разрушении хлорофилла становятся заметны жёлтые пигменты каротиноиды. Половинного количества белка SGR хватает для обеспечения его нормальной функции, поэтому наблюдается полное доминирование; только если обе копии гена мутантные (генотип YY), окраска остается зеленой .
Рецессивные признаки высших животных и человека, имеющих хромосомный механизм определения пола, принято делить на аутосомно-рецессивные признаки и рецессивные признаки, сцепленные с полом. Особенно часто используется это деление для признаков, характеризующих наследственные болезни. К аутосомно-рецессивным относятся, например, такие заболевания, как фенилкетонурия (соответствующим рецессивным признаком можно считать пониженную или отсутствующую активность фермента фенилаланин-4-гидроксилазы в печени), а к рецессивным заболеваниям, сцепленным с полом — например, гемофилия А (признак — пониженная или отсутствующая активность фактора свертывания крови VIII).
Хотя среди биохимических признаков многие наследуются как рецессивные, среди морфологических признаков человека рецессивные и доминантные признаки указать гораздо труднее, так как большинство из них имеет сложную полигенную природу, а их проявление зависит от неаллельных взаимодействий генов. К рецессивным моногенным признакам человека относят брахидактилию, приросшие мочки ушей, способность большого пальца сильно изгибаться в поднятом состоянии, отсутствие веснушек на лице и ямочек на щеках при улыбке. Однако большинство этих признаков также можно считать полигенными, так как степень их проявления варьирует в широких пределах и зависит от состояния многих генов.